# كارتشي كلا (بالا خيابان ليتكوة)
کارتشي کلا (بالفارسية: کارچی‌کلا) هي قرية تقع في إيران في قسم بالا خیابان لیتکوة الريفي. يقدر عدد سكانها بـ 393 نسمة بحسب إحصاء 2016.